# Isopodidus janum
Isopodidus janum is een naaldkreeftjessoort uit de familie van de Colletteidae. De wetenschappelijke naam van de soort is voor het eerst geldig gepubliceerd in 2002 door Larsen & Heard.